# Gabriel Veillard
René Villard, est le pseudonyme de Gabriel Veillard, né le 12 novembre 1901 à Paris et mort le 24 août 1991 à Lyon, est un écrivain libertaire, antimilitariste et anarcho-syndicaliste français.

## Biographie
En 1921, Gabriel Veillard est condamné à deux ans de prison, pour avoir refusé de porter l'uniforme. Il raconte ses souvenirs dans Le Pain noir.
Il passe dans la clandestinité et milite longtemps au sein de la Confédération nationale du travail.
Dès le début des années 1930, il participe aux luttes en faveur de l’objection de conscience aux côtés de Louis Lecoin avec lequel il poursuivit ce combat à Lyon où il s’installe au début des années 1950.
Sous le pseudonyme de René Villard, il collabore à un grand nombre de titres de la presse libertaire dont Contre courant (1950-1968) de Louis Louvet, Le combat syndicaliste et Espoir organes de la CNT, La Feuille anarchiste, L’Homme libre, Le Travailleur libertaire de Jules Vignes, La Volonté populaire, organe pacifiste et espérantiste de Gabriel Duval.

## Œuvres
Essais et romans
- Le train de la paix, roman, préface de Victor Méric, 1932.
- Les vaincus, Éditions Volonté populaire, 195?.
- Abrégé de l’objection de conscience, Contre courant, 1958.
- De l’esclavage à la liberté, Éditions AIT, 1966, (OCLC 23433313).
- Avec Renée Lamberet, Le syndicalisme révolutionnaire, Éditions AIT, 1967, (OCLC 31868748).
- Du syndicalisme révolutionnaire à la révolution, Éditions AIT, 1969, (OCLC 892200622), lire en ligne.
- Face au fascisme et au néo-nazisme, Éditions AIT, 196?, (OCLC 801010438).
- De la violence de l’État à la violence révolutionnaire, Éditions AIT.
- De la révolution nationale à la révolution international, Éditions AIT, 1972, (OCLC 80639078).
- De la libération du travailleur, Éditions Espoir, 1974.
- Le pain noir, roman, Éditions du Combat syndicaliste (également Edition Espoir, Toulouse, 1980 - préface de Frédérica Montseny).
- Le pain du proscrit, Éditions AIT, 1980.
- Le bout du rouleau, roman, Éditions Émancipations, 1983.
- Garde à vous, Éditions Le gout de l’être, 1986 (dessin de couverture et illustrations : Didier Le Bornec).
- Les exilés de Ménilmontant, 1989.
- Impossible amour, 1989.
- L’amour de la liberté, Éditions GRB, 1989.
- La conquête de la liberté : le syndicalisme révolutionnaire, Éditions AIT, 1990.